# Borja Mayoral
Borja Mayoral Moya (Parla, 5 de abril de 1997), é um futebolista espanhol que atua como centroavante. Atualmente joga no Getafe.

## Estatísticas
Atualizado até 29 de novembro de 2020.

### Clubes
| Equipe               | Temporada         | Campeonato nacional | Campeonato nacional | Copa nacional | Copa nacional | Competições continentais | Competições continentais | Total | Total |
| Equipe               | Temporada         | Jogos               | Gols                | Jogos         | Gols          | Jogos                    | Gols                     | Jogos | Gols  |
| -------------------- | ----------------- | ------------------- | ------------------- | ------------- | ------------- | ------------------------ | ------------------------ | ----- | ----- |
| Real Madrid Castilla | 2014–15           | 5                   | 2                   | –             | –             | –                        | –                        | 5     | 3     |
| Real Madrid Castilla | 2015–16           | 33                  | 15                  | –             | –             | –                        | –                        | 33    | 15    |
| Real Madrid Castilla | Total             | 38                  | 17                  | –             | –             | –                        | –                        | 38    | 17    |
| Real Madrid          | 2015–16           | 6                   | 0                   | –             | –             | –                        | –                        | 6     | 0     |
| Real Madrid          | 2017–18           | 14                  | 3                   | 6             | 3             | 4                        | 1                        | 24    | 7     |
| Real Madrid          | 2018–19           | 0                   | 0                   | 0             | 0             | 1                        | 0                        | 1     | 0     |
| Real Madrid          | 2020–21           | 2                   | 0                   | 0             | 0             | 0                        | 0                        | 2     | 0     |
| Real Madrid          | Total             | 22                  | 3                   | 6             | 3             | 5                        | 1                        | 33    | 7     |
| Wolfsburg            | 2016–17           | 18                  | 2                   | 2             | 0             | –                        | –                        | 20    | 2     |
| Wolfsburg            | Total             | 18                  | 2                   | 2             | 0             | –                        | –                        | 20    | 2     |
| Levante              | 2018–19           | 29                  | 3                   | 4             | 2             | –                        | –                        | 33    | 5     |
| Levante              | 2019–20           | 34                  | 8                   | 2             | 1             | –                        | –                        | 36    | 9     |
| Levante              | Total             | 63                  | 11                  | 6             | 3             | –                        | –                        | 69    | 14    |
| Roma                 | 2020–21           | 12                  | 3                   | 1             | 0             | 6                        | 3                        | 8     | 3     |
| Roma                 | Total             | 12                  | 3                   | 1             | 0             | 6                        | 3                        | 8     | 3     |
| Total na carreira    | Total na carreira | 153                 | 36                  | 15            | 6             | 6                        | 3                        | 168   | 43    |

## Títulos
Real Madrid
- Copa do Mundo de Clubes da FIFA: 2017
- Liga dos Campeões da UEFA: 2017–18

Espanha
- Campeonato Europeu Sub-19: 2015
- Campeonato Europeu Sub-21: 2019

### Prêmios individuais
- Equipe do torneio do Campeonato Europeu Sub-19 de 2015[2]
- 50 jovens promessas do futebol mundial de 2016 (La Gazzetta dello Sport)[3]

### Artilharias
- Campeonato Europeu Sub-19 de 2015 (3 gols)